# 345842 Alexparker
345842 Alexparker este o planetă minoră (asteroid) din centura de asteroizi. A fost descoperită pe 12 iunie 2007 la Mauna Kea de David D. Balam. 
Obiectul prezintă o orbită caracterizată de o semiaxă mare de 2,6912374262503 UAi, o excentricitate de 0,07, o înclinație de 6 ° în raport cu ecliptica.